# 이창우 (축구 선수)
이창우(李昌宇, 2006년 3월 12일 ~ )는 대한민국의 축구 선수로 포지션은 오른쪽 풀백, 오른쪽 윙어이며 현재 K리그1 포항 스틸러스 소속이다.